# Antoine Doyen
Antoine Joseph Doyen (* 26. Dezember 1881 in Saint-Gilles/Sint-Gillis; † 3. Januar 1951) war ein belgischer Geher.
Bei den Olympischen Spielen 1920 in Antwerpen wurde er Achter im 10.000-Meter-Gehen.